# Pope Joan
Pope Joan is een film uit 2009 die geregisseerd werd door Sönke Wortmann. Het verhaal is gebaseerd op het gelijknamige boek van de Amerikaanse schrijfster Donna Woolfolk Cross en gaat over de mythe van Pausin Johanna.
Pope Joan werd genomineerd voor vier categorieën van de Deutscher Filmpreis.

## Verhaal
Aan het begin van de negende eeuw leek het leven van Johanna von Ingelheim vrij voorspelbaar. Hard werken op het Duitse platteland, trouwen, kinderen krijgen en relatief jong sterven. Maar Johanna meent dat God een ander plan met haar heeft. Ze ontvlucht haar geboortedorp en komt graaf Gerold tegen. Als hij ten strijde trekt tegen de Noormannen, reist Johanna naar Rome, waar ze vermomd als man het beroep van arts in het pauselijk verblijf gaat bekleden. Ze verzorgt paus Sergius II tot aan zijn dood. Tot verbazing van haar tijdgenoten wordt zij gekozen als zijn opvolger. Na een korte regeringsperiode moet zij vluchten , mede omdat ze zwanger blijkt te zijn en een miskraam dreigt. Tijdens die vlucht valt ze van een straat met traptreden, met dodelijke afloop.

## Rolverdeling
| Acteur               | Personage                                                                                   |
| -------------------- | ------------------------------------------------------------------------------------------- |
| Johanna Wokalek      | Pausin Johanna von Ingelheim                                                                |
| David Wenham         | Graaf Gerold                                                                                |
| John Goodman         | Paus Sergius II                                                                             |
| Iain Glen            | Dorpspriester, vader van Johanna                                                            |
| Jördis Triebel       | Gudrun, moeder van Johanna                                                                  |
| Edward Petherbridge  | Aesculapius, Johanna's eerste leraar                                                        |
| Oliver Nägele        | Bisschop Fulgentius (Godschalk van Orbais)                                                  |
| Marc Bischoff        | Odo, de leraar aan de kathedraalschool                                                      |
| Alexander Held       | Keizer Lotharius I van het Heilige Roomse Rijk                                              |
| Anatole Taubman      | Nomenclator van paus Sergius II, vijand van Johanna en toekomstige Tegenpaus Anastasius III |
| Nicholas Woodeson    | Arighis, nomenclator van pausin Johanna                                                     |
| Tigerlily Hutchinson | Johanna, 6-9 jr.                                                                            |
| Lotte Flack          | Johanna, 10-14 jr.                                                                          |
| Jan-Hendrik Kiefer   | Johannes, broer van Johanna                                                                 |
| William Stütz        | Johannes, 9-12 jr.                                                                          |
| Claudia Michelsen    | Gravin Richild                                                                              |
| Richard van Weyden   | Eusthasius                                                                                  |
| Branko Tomovic       | Paschal                                                                                     |
| Lenn Kudrjawizki     | Jordanes                                                                                    |
| Ian Gelder           | Aio                                                                                         |
| Tom Strauss          | Benjamin                                                                                    |
| Alberto Cracco       | Ennodius                                                                                    |
| Giorgio Lupano       | Mamertus                                                                                    |
| Marian Meder         | Arn                                                                                         |
| Suzanne Bertish      | Bisschop Arnaldo, de vertelster                                                             |